# 比希
比希（法語：Buchy，法語發音：[byʃi]）是法国滨海塞纳省的一个市镇，属于鲁昂区。

## 地理
比希（49°35'7"N, 1°21'34"E）面积26.30 平方千米，位于法国诺曼底大区滨海塞纳省，该省份为法国北部沿海省份，其西部及北部濒大西洋英吉利海峡，东起顺时针与索姆省、瓦兹省、厄尔省和卡爾瓦多斯省接壤。
与比希接壤的市镇（或旧市镇、城区）包括：蒙泰罗利耶、圣克鲁瓦叙比希、马通维尔、罗克蒙、埃龙谢勒、维约马努瓦尔、伊克伯夫、拉吕圣皮埃尔。

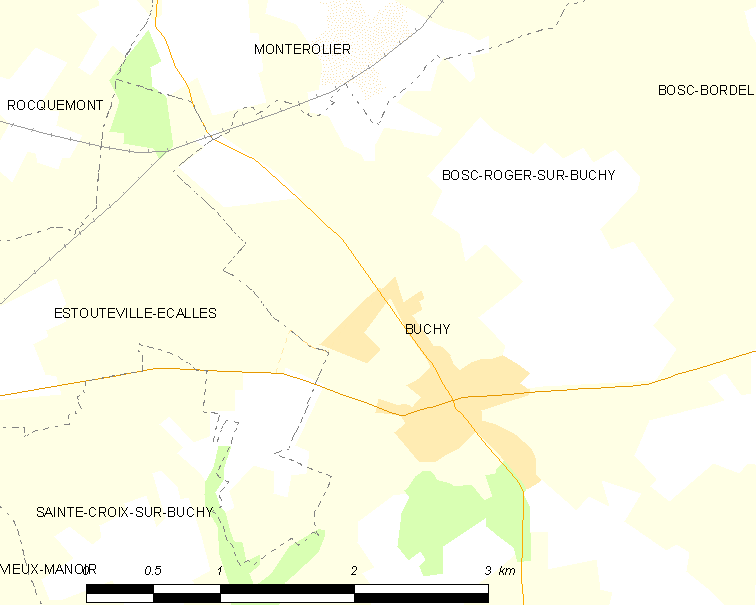
比希的OSM定位图

比希的时区为UTC+01:00、UTC+02:00（夏令时）。

## 行政
比希的邮政编码为76750，INSEE市镇编码为76146。

## 政治
比希所属的省级选区为勒梅尼勒埃纳尔县。

## 人口

1962-2008年间比希人口变化图示

比希于2022年1月1日时的人口数量为2789人。